# Harriman (Tennessee)
Harriman is een plaats (city) in de Amerikaanse staat Tennessee, en valt bestuurlijk gezien onder Morgan County en Roane County.

## Demografie
Bij de volkstelling in 2000 werd het aantal inwoners vastgesteld op 6744.
In 2006 is het aantal inwoners door het United States Census Bureau geschat op 6717, een daling van 27 (-0.4%).

## Geografie
Volgens het United States Census Bureau beslaat de plaats een oppervlakte van
26,5 km², waarvan 26,0 km² land en 0,5 km² water. Harriman ligt op ongeveer 244 m boven zeeniveau.

## Plaatsen in de nabije omgeving
De onderstaande figuur toont nabijgelegen plaatsen in een straal van 20 km rond Harriman.

## Geboren in Harriman
- Dixie Lee (1911-1952), actrice